# Jacob Tsimerman
Jacob Tsimerman (* 26. April 1988 in Kasan) ist ein kanadischer Mathematiker, der sich mit Zahlentheorie und Algebraischer Geometrie befasst.
Tsimerman zog 1990 mit seiner Familie nach Israel und 1996 nach Kanada. 2003 und 2004 gewann er Goldmedaillen auf der Internationalen Mathematikolympiade (für Kanada), davon 2004 mit einem perfekten Ergebnis. Er studierte ab 2004 an der Universität Toronto mit dem Bachelor-Abschluss 2006 und  wurde 2011 an der Princeton University bei Peter Sarnak promoviert. Als Post-Doktorand war er Junior Fellow an der Harvard University. Er ist seit 2014 an der University of Toronto.
Tsimerman gelangen bedeutende Fortschritte bei der André-Oort-Vermutung (benannt nach Yves André und Frans Oort) über Untervarietäten von Shimura-Varietäten, wonach der Zariski-Abschluss sogenannter spezieller Punkte – sie parametrisieren Varietäten mit komplexer Multiplikation und heißen auch CM-Punkte –  einer Shimura-Varietät eine Vereinigung von Shimura-Varietäten ist. Sie wurde unter Voraussetzung der verallgemeinerten Riemannvermutung (engl. Akronym: GRH) 2014 von Emmanuel Ullmo, Andrei Yafaev und Bruno Klingler bewiesen, war aber ansonsten weitgehend offen und ein sehr aktives Forschungsgebiet. Schon in seiner Dissertation erzielte Tsimerman Fortschritte in der André-Oort-Vermutung, in dem er untere Schranken für die Galois-Orbits spezieller Punkte bis zur Dimension 6 bewies, während Ullmo und Yafaev nur bis Dimension drei solche Schranken beweisen konnten. Ein weiteres wichtiges Ergebnis seiner Dissertation war der Beweis, dass es abelsche Varietäten über {\displaystyle {\overline {\mathbb {Q} }}} gibt, die nicht isogen zu Jacobi-Varietäten stabiler algebraischer Kurven sind. Damit beantwortete er eine Frage von Nicholas Katz und Frans Oort: Ching-Chi Lai und Frans Oort hatten dies zuvor unter Voraussetzung der André-Oort-Vermutung bewiesen.
Weitere Fortschritte gelangen ihm mit Jonathan Pila, darunter der Beweis der André-Oort-Vermutung für bestimmte Modulräume Abelscher Flächen und der Beweis des Satzes von Ax-Lindemann für die Modulräume prinzipal-polarisierter abelscher Varietäten, der eine der Strategien zum Beweis der Vermutung von André-Oort ist. Schließlich gelang Tsimerman der Beweis der Vermutung für prinzipal-polarisierte abelsche Varietäten in beliebiger Dimension (ohne Voraussetzung der GRH), nach dem lange gesucht worden war. Dazu bewies er eine untere Schranke für den Galois-Orbit von speziellen Punkten in mehr als sechs Dimensionen unter Verwendung einer kurz zuvor bewiesenen Version einer Vermutung von Pierre Colmez (1993).
2021 bewiesen Jonathan Pila, Ananth N. Shankar, Jacob Tsimerman, Hélène Esnault und Michael Groechenig die André-Oort-Vermutung in voller Allgemeinheit. Eine Voraussetzung war die Einführung von kanonischen Höhen zur Abzählung von speziellen Punkten auf Untervarietäten von Shimura-Varietäten und damit einer Methode zur Abzählung dieser Punkte durch Pila. Die André-Oort-Vermutung liefert Schranken für die Anzahl dieser Punkte auf Untervarietäten, falls diese nicht selbst Shimura-Varietäten sind. Die Vervollständigung des Beweises gelang Pila, Shankar und Tsimerman nach Vorarbeiten von Gal Biniyamini, Harry Schmidt und Andrei Yafaev (2019/20) und einem Beitrag von Hélène Esnault und Michael Groechenig (2021, Appendix zur Arbeit von Pila, Shankar, Tsimerman).
2015 erhielt er den SASTRA Ramanujan Prize, 2017 den André Aisenstadt Prize und 2019 den Coxeter-James-Preis. 2014 wurde er Sloan Fellow. 2018 war er eingeladener Sprecher auf dem ICM in Rio (Functional Transcendence and arithmetic applications). Für 2022 wurde Tsimerman ein New Horizons in Mathematics Prize zugesprochen „für herausragende Arbeit in analytischer Zahlentheorie und arithmetischer Geometrie, einschließlich Durchbrüchen bei den André-Oort-Vermutungen und den Griffiths-Vermutungen“ (Laudatio). 2023 wurde ihm der Ostrowski-Preis zuerkannt, 2024 der John L. Synge Award. 2025 wurde Tsimerman zum Mitglied der Royal Society gewählt.

## Schriften
- Towards an unconditional proof of the Andre-Oort conjecture and surrounding problems. 2011. (Dissertation).
- The André-Oort conjecture for {\displaystyle A_{g}}. Annals of Mathematics, Band 187, 2018, S. 379–390, Preprint 2015, arxiv:1506.01466.
- Brauer-Siegel for arithmetic tori and lower bounds for Galois orbits of special points. In: Journal of the American Mathematical Society. Band 25, 2012, S. 1091–1117. arxiv:1103.5619.
- The existence of an abelian variety over {\displaystyle {\overline {\mathbb {Q} }}} isogeneous to no Jacobean. In: Annals of Mathematics. Band 176, 2012, S. 637–650. arxiv:1010.2181.
- mit Jonathan Pila: Ax-Lindemann for {\displaystyle A_{g}}. In: Annals of Mathematics. Band 179, 2014, S. 659–681, arxiv:1206.2663.
- mit Manjul Bhargava, Arul Shankar: On the Davenport-Heilbronn theorems and second order terms. In: Inventiones Mathematicae. Band 193, 2013, S. 439–499. arxiv:1005.0672.
- mit Jonathan Pila: André-Oort conjecture for the moduli space of abelian surfaces. In: Compositio Mathematica. Band 149, 2013, S. 204–216, arxiv:1106.4023.
- mit Benjamin Bakker: p-torsion monodromy representations of elliptic curves over geometric function fields, Annals of Mathematics, Band 184, 2016, S. 709–744
- mit Jonathan Pila, Ngaiming Mok: Ax-Schanuel for Shimura Varieties, Annals of Mathematics, Band 189, 2019, S. 945–978, arxiv:1711.02189.
- mit Benjamin Bakker: The Ax-Schanuel Conjecture for Variations of Hodge Structures, Inventiones Mathematicae, Band 217, 2019, S. 77–94, arxiv:1712.05088.
- mit M. Bhargava, A. Shankar, T. Taniguchi, F. Thorne, Y. Zhao: Bounds on 2-torsion in class groups of number fields and integral points on elliptic curves. In: J. Amer. Math. Soc. 33, Nr. 4, 2020, S. 1087–1099.